# Лора Вокер (плавчиня)
Лора Вокер (англ. Laura Walker, 1 липня 1970) — американська плавчиня.
Призерка Олімпійських Ігор 1988 року.
Переможниця Пантихоокеанського чемпіонату з плавання 1985, 1987 років.